# Provincia de Tata
La provincia de Tata (en árabe, إقليم طاطا) es una provincia marroquí  de la región de Sus-Masa. Su población supera los 121.000 habitantes.

## División territorial
La provincia de Tata cuenta con 4 municipios y 16 comunas:

### Municipios
- Akka
- Fam El Hisn
- Foum Zguid
- Tata

### Comunas
- Adis
- Aguinane
- Ait Ouabelli
- Akka Ighane
- Allougoum
- Ibn Yacoub
- Issafen
- Kasbat Sidi Abdellah Ben M'Barek
- Oum El Guerdane
- Tagmout
- Tamanarte
- Tigzmerte
- Tissint
- Tizaghte
- Tizounine
- Tlite